# Koroptve
Koroptev (Perdicinae) je podčeleď menších a středních ptáků z čeledě bažantovitých, řádu hrabavých, je tvořena 23 rody. Jejím hospodářsky nejvýznamnějším druhem je domestikovaný kur domácí, chovaný pro vejce a maso.

## Výskyt
Ptáci podčeledě koroptve se ve volné přírodě vyskytují ve Starém světě, tj. v Evropě, Asii a Africe a také v Austrálii a na Novém Zélandu. Tzv. křepelky z Nového světa, z Ameriky, jsou nyní zařazeny do čeledě křepelovitých. V závislosti na druhu žijí koroptve v různém biotopu, např. blízko obdělávaných polí, na volných plochách luk a savan poblíž lesů a křovin, ve skalnatém podhůří i vysoko v horách, v bambusových houštinách, zřídka také přímo v lesích a deštných pralesích. V České republice se v přírodě vyskytují koroptev a křepelka a v domácích chovech domestikovaný kur domácí (slepice a kohouti).

## Popis
Jsou to ptáci většinou plaší, mnozí mají peří zbarveno tak, že jim umožňuje dokonale splynout s terénem. Některé druhy toho při ohrožení využívají, jiné odběhnou do houští nebo odletí na strom. U většiny druhů je barvou peří i velikosti podtržen pohlavní dimorfismus. Křídla mají většinou krátká a zakulacená, tělo zaoblené, zobák krátký, silný a na konci poněkud zahnutý. Většinou neopeřené nohy a prsty jsou dobře uzpůsobené k chůzi a běhání po zemi. U některých druhů mají samci i několik ostruh, někdy je mají dokonce i samice.

## Potrava
Jsou to všežravci, potravu si hledají na zemi. Sbírají semena travin a jiných bylin, různé plody, pupeny i mladé lístky a vyhrabávají hlízy i kořínky. Sbírají nebo vyhrabávají hmyz, bezobratlé a jiné drobné živočichy.

## Rozmnožování
Některé druhy vytvářejí monogamní páry jen pro období hnízdění nebo naopak trvalé, jiné druhy jsou polygamní a žijí v hejnech. Před pářením dochází většinou k obřadnímu předvádění se samce spočívající v tančení, přinášení potravy, vystavování pestrých částí těla i v různých hlasových projevech.
Samice většinou staví na zemi jednoduché hnízdo do kterých snáší vejce, někdy do jednoho hnízda i více samic. Snůška může dosáhnout i 20 vajec a inkubační doba trvá 20 až 28 dnů. Vylíhnutá kuřata jsou již brzy schopna sama zobat drobná semínka, samice se ještě po nějakou dobu stará o jejich bezpečnost a zahřívá je. Samci několika druhů pomáhají s ochranou. Za týden až dva jsou mláďata schopná krátkého letu. Dospělosti dosahují přibližně do roku.

## Ohrožení
Vzhledem k rychlým změnám biotopů obývaných jednotlivými druhy a k jejich častému lovu jsou podle Červeného seznamu IUCN za:
- zranitelné druhy považovány koroptev černá, koroptev hainanská, koroptev kaštanovoprsá, koroptev límcová, koroptev sumaterská, křepelka ásamská, frankolín bažinný a frankolín Harwoodův,
- ohrožené druhy klasifikovány koroptev hnědoprsá, koroptev tanzanská, frankolín angolský, frankolín iturský afrankolín kamerunský,
- kriticky ohrožené druhy vyhlášeny křepelka himálajská a frankolín džibutský.[4]

## Poznámka
Do podčeledi koroptve patří i jediný druh hrabavých ptáků který je stěhovavý, je to křepelka polní, ta odlétá z Evropy na podzim zimovat do severní Afriky nebo Arábie.

## Taxonomie
Podčeleď koroptve je, pokud se týče počtu rodů a druhů , největší ze všech podčeledi bažantovitých, je tvořena 23 rody a 110 druhy. Podle názorů některých odborníků je podčeleď koroptve pouhým tribem podčeledě bažanti.
| rod koroptev (Ammoperdix) Gould, 1851                                    | rod frankolín (Francolinus) Stephens, 1819                               |
| koroptev arabská (Ammoperdix heyi) (Temminck, 1825)                      | frankolín ahantský (Francolinus ahantensis) Temminck, 1854               |
| koroptev pouštní (Ammoperdix griseogularis) (Brandt, 1843)               | frankolín angolský (Francolinus swierstrai) (Roberts, 1929)              |
| rod koroptev (Arborophila) Hodgson, 1837                                 | frankolín bambusový (Francolinus jacksoni) Ogilvie-Grant, 1891           |
| koroptev bělolící (Arborophila atrogularis) (Blyth, 1849)                | frankolín bažinný (Francolinus gularis) (Temminck, 1815)                 |
| koroptev bornejská (Arborophila hyperythra) (Sharpe, 1879)               | frankolín bělohrdlý (Francolinus albogularis) Hartlaub, 1854             |
| koroptev červenozobá (Arborophila rubrirostris) (Salvadori, 1879)        | frankolín Clappertonův (Francolinus clappertoni) Children & Vigors, 1826 |
| koroptev Davidova (Arborophila davidi) Delacour, 1927                    | frankolín červenozobý (Francolinus adspersus) Waterhouse, 1838           |
| koroptev hainanská (Arborophila ardens) (Styan, 1892)                    | frankolín dvouostruhý (Francolinus bicalcaratus) (Linnaeus, 1766)        |
| koroptev hnědoprsá (Arborophila rufipectus) Boulton, 1932                | frankolín džibutský (Francolinus ochropectus) Dorst & Jouanin, 1952      |
| koroptev jávská (Arborophila javanica) (Gmelin, 1789)                    | frankolín Erckelův (Francolinus erckelii) (Ruppell, 1835)                |
| koroptev kaštanovoprsá (Arborophila mandellii) Hume, 1874                | frankolín Finschův (Francolinus finschi) Bocage, 1881                    |
| koroptev límcová (Arborophila gingica) (Gmelin, 1789)                    | frankolín Harwoodův (Francolinus harwoodi) Blundell & Lovat, 1899        |
| koroptev malajská (Arborophila charltonii) (Eyton, 1845)                 | frankolín Hildebrandtův (Francolinus hildebrandti) Cabanis, 1878         |
| koroptev oranžovohrdlá (Arborophila rufogularis) (Blyth, 1849)           | frankolín chocholatý (Francolinus sephaena) (A. Smith, 1836)             |
| koroptev pruhokřídlá (Arborophila brunneopectus) (Blyth, 1855)           | frankolín indický (Francolinus pictus) (Jardine & Selby, 1828)           |
| koroptev rezavohlavá (Arborophila cambodiana) Delacour & Jabouille, 1928 | frankolín iturský (Francolinus nahani) Dubois, 1905                      |
| koroptev rudohlavá (Arborophila torqueola) (Valenciennes, 1825)          | frankolín jihoafrický (Francolinus africanus) Stephens, 1819             |
| koroptev sumaterská (Arborophila orientalis) (Horsfield, 1821)           | frankolín kamerunský (Francolinus camerunensis) Alexander, 1909          |
| koroptev tchajwanská (Arborophila crudigularis) (Swinhoe, 1864)          | frankolín kapský (Francolinus capensis) (Gmelin, 1789)                   |
| koroptev zelenonohá (Arborophila chloropus) (Blyth, 1859)                | frankolín koroptví (Francolinus levaillantoides) Smith, 1836             |
| koroptev žlutonohá (Arborophila merlini) (Delacour & Jabouille, 1924)    | frankolín křepelčí (Francolinus pondicerianus) (Gmelin, 1789)            |
| rod koroptev (Haematortyx) Sharpe, 1879                                  | frankolín lesní (Francolinus lathami) Hartlaub, 1854                     |
| koroptev karmínovohlavá (Haematortyx sanguiniceps) Sharpe, 1879          | frankolín malý (Francolinus hartlaubi) Bocage, 1869                      |
| rod koroptev (Lerwa) Hodgson, 1837                                       | frankolín natalský (Francolinus natalensis) A. Smith, 1833               |
| koroptev sněžní (Lerwa lerwa) (Hodgson, 1833)                            | frankolín obecný (Francolinus francolinus) (Linnaeus, 1766)              |
| rod koroptev (Margaroperdix) Reichenbach, 1853                           | frankolín obojkový (Francolinus streptophorus) Ogilvie-Grant, 1891       |
| koroptev madagaskarská (Margaroperdix madagarensis) (Scopoli, 1786)      | frankolín páskovaný (Francolinus griseostriatus) Ogilvie-Grant, 1890     |
| rod koroptev (Melanoperdix) Jerdon, 1864                                 | frankolín perličkový (Francolinus pintadeanus) (Scopoli, 1786)           |
| koroptev černá (Melanoperdix niger) (Vigors, 1829)                       | frankolín proužkoprsý (Francolinus schlegelii) Heuglin, 1863             |
| rod koroptev (Perdix) Brisson, 1760                                      | frankolín rezavohlavý (Francolinus coqui) (A. Smith, 1836)               |
| koroptev polní (Perdix perdix) (Linnaeus, 1758)                          | frankolín rezavokrký (Francolinus castaneicollis) (Salvadori, 1888)      |
| koroptev tibetská (Perdix hodgsoniae) (Hodgson, 1857)                    | frankolín rezavokřídlý (Francolinus levaillantii) (Valenciennes, 1825)   |
| koroptev vousatá (Perdix dauurica) (Pallas, 1811)                        | frankolín rudohrdlý (Francolinus afer) (Statius Muller, 1776)            |
| rod koroptev (Rhizothera) G. R. Gray, 1841                               | frankolín Shelleyův (Francolinus shelleyi) Ogilvie-Grant, 1890           |
| koroptev dlouhozobá (Rhizothera longirostris) (Temminck, 1815)           | frankolín Swainsonův (Francolinus swainsonii) (A. Smith, 1836)           |
| rod koroptev (Rollulus) Bonnaterre, 1791                                 | frankolín šedoprsý (Francolinus rufopictus) (Reichenow, 1887)            |
| koroptev korunkatá (Rollulus rouloul) (Scopoli, 1786)                    | frankolín šupinkatý (Francolinus squamatus) Cassin, 1857                 |
| rod koroptev (Xenoperdix) Dinesen et al., 1994                           | frankolín ugandský (Francolinus nobilis) Reichenow, 1908                 |
| koroptev tanzanská (Xenoperdix udzungwensis) Dinesen et al., 1994        | frankolín vysokohorský (Francolinus psilolaemus) G. R. Gray, 1867        |
| rod křepelka (Anurophasis) Oort, 1910                                    | frankolín žlutohrdlý (Francolinus leucoscepus) G. R. Gray, 1867          |
| křepelka novoguinejská (Anurophasis monorthonyx) Oort, 1910              | frankolín žlutonohý (Francolinus icterorhynchus) Heuglin, 1863           |
| rod křepelka (Caloperdix) Blyth, 1861                                    | rod kur (Bambusicola) Gould, 1863                                        |
| křepelka lesní (Caloperdix oculea) (Temminck, 1815)                      | kur bambusový (Bambusicola thoracicus) (Temminck, 1815)                  |
| rod křepelka (Coturnix) Bonnaterre, 1791                                 | kur skvrnitoboký (Bambusicola fytchii) Anderson, 1871                    |
| křepelka Adansonova (Coturnix adansonii) J. Verreaux & E. Verreaux, 1851 | rod kur (Galloperdix) Blyth, 1845                                        |
| křepelka černoprsá (Coturnix coromandelica) (Gmelin, 1789)               | kur dvouostruhý (Galloperdix bicalcarata) (J. R. Forster, 1781)          |
| křepelka čínská (Coturnix chinensis) (Linnaeus, 1766)                    | kur indický (Galloperdix lunulata) (Valenciennes, 1825)                  |
| křepelka harlekýn (Coturnix delegorguei) Delegorgue, 1847                | kur křovinný (Galloperdix spadicea) (Gmelin, 1789)                       |
| křepelka japonská (Coturnix japonica) Temminck & Schlegel, 1849          | rod kur (Gallus) Brisson, 1760                                           |
| křepelka polní (Coturnix coturnix) (Linnaeus, 1758)                      | kur bankivský (Gallus gallus) (Linnaeus, 1758)                           |
| křepelka proměnlivá (Coturnix ypsilophora) Bosc, 1792                    | kur Sonneratův (Gallus sonneratii) Temminck, 1813                        |
| křepelka rezavohrdlá (Coturnix pectoralis) Gould, 1837                   | kur srílanský (Gallus lafayetii) Lesson, 1831                            |
| rod křepelka (Ophrysia) Bonaparte, 1856                                  | kur zelený (Gallus varius) (Shaw, 1798)                                  |
| křepelka himálajská (Ophrysia superciliosa) (J. E. Gray, 1846)           | rod kur (Ptilopachus) Swainson, 1837                                     |
| rod křepelka (Perdicula) Hodgson, 1837                                   | kur skalní (Ptilopachus petrosus) (Gmelin, 1789)                         |
| křepelka ásamská (Perdicula manipurensis) Hume, 1881                     | rod velekur (Tetraogallus) J. E. Gray, 1832                              |
| křepelka křovinná (Perdicula asiatica) (Latham, 1790)                    | velekur altajský (Tetraogallus altaicus) (Gebler, 1836)                  |
| křepelka madraská (Perdicula argoondah) (Sykes, 1832)                    | velekur himálajský (Tetraogallus himalayensis) G. R. Gray, 1843          |
| křepelka pestrá (Perdicula erythrorhyncha) (Sykes, 1832)                 | velekur kaspický (Tetraogallus caspius) (S. G. Gmelin, 1784)             |
| rod orebice (Alectoris) Kaup, 1829                                       | velekur kavkazský (Tetraogallus caucasicus) (Pallas, 1811)               |
| orebice berberská (Alectoris barbara) (Bonnaterre, 1792)                 | velekur tibetský (Tetraogallus tibetanus) Gould, 1854                    |
| orebice černohlavá (Alectoris melanocephala) (Ruppell, 1835)             | rod velekur (Tetraophasis) Elliot, 1871                                  |
| orebice čínská (Alectoris magna) (Przewalski, 1876)                      | velekur hnědohrdlý (Tetraophasis obscurus) (J. Verreaux, 1869            |
| orebice čukar (Alectoris chukar) (J. E. Gray, 1830)                      | velekur plavohrdlý (Tetraophasis szechenyii) Madarasz, 1885              |
| orebice horská (Alectoris graeca) (Meisner, 1804)                        |                                                                          |
| orebice Philbyova (Alectoris philbyi) Lowe, 1934                         |                                                                          |
| orebice rudá (Alectoris rufa) (Linnaeus, 1758)                           |                                                                          |